# 網岡卓二
網岡 卓二（あみおか たくじ、1949年1月 -　）は、日本の実業家。トヨタ車体相談役で元代表取締役会長。元日本自動車車体工業会会長。豊田中央研究所取締役。
広島県出身。1971年3月に九州工業大学工学部金属加工学科卒業。同年4月に愛知県刈谷市に本社を置くトヨタグループのトヨタ車体に入社。1999年取締役、2003年常務取締役、2007年専務取締役、2008年代表取締役副社長、2010年代表取締役社長の就任を経て、。2014年代表取締役会長へ就任。2013年にトヨタ車体と関東化成工業はインドネシアに合弁会社を設立した。豊田中央研究所取締役。2017年6月トヨタ車体相談役に就任。同年日本自動車車体工業会会長。

## 参考資料
- 『日本経済新聞電子版』　2010/4/28 21:19　「トヨタ車体社長に網岡氏」
- トヨタ車体株式会社　役員一覧
- 「ようやくコムスのような超小型車が必要とされる時がきた」…トヨタ車体 網岡社長　レスポンス
- 九州工業大学･工学部・マテリアル工学科（金属・金属加工学科、物質工学科（材料系））卒業生の所属企業と役職者リスト